# 4905-ös mellékút (Magyarország)
A 4905-ös mellékút egy bő 25 kilométeres hosszúságú, négy számjegyű mellékút Hajdú-Bihar vármegye és Szabolcs-Szatmár-Bereg vármegye határvidékén; Vámospércstől húzódik Nyírlugosig.

## Nyomvonala
Vámospércs központjában ágazik ki a 48-as főútból, annak a 19+850-es kilométerszelvényénél, észak felé; ugyanott ágazik ki az útból az ellenkező irányban a 4807-es út Létavértes felé. Kossuth utca néven húzódik a belterület északi széléig, amit nagyjából 1,2 kilométer után ér el. Kevéssel a negyedik kilométere után szeli át a település északi határát, és lép át Nyírmártonfalva területére. 6,1 kilométer után lép be e község házai közé, a Kossuth utca nevet felvéve; a központ északi részét elhagyva már az Acsádi utca nevet viseli, így is lép ki a községből 8,1 kilométer után.
Északkeleti irányt követve keresztezi a következő település, Nyíracsád határszélét, 9,3 kilométer megtételét követően; a belterület nyugati szélét 11,2 kilométer után éri el, települési neve ott Kassai utca, A központban, ahol Petőfi tér a neve, egymás közelében két elágazása is van: előbb a 49 103-as számú mellékút indul ki belőle dél felé, a 4,5 kilométerre fekvő Buzita településrész irányába, majd kevéssel arrébb, a tér keleti sarkán keresztezi a Nyíradony-Nyírábrány közti 4904-es utat, amely itt 11,8 kilométer megtételén jár túl. A folytatásban már Szatmári utca a települési neve, így lép ki a lakott területről, 14,3 kilométer után.
17,5 kilométer megtételét követően lépi át Hajdú-Bihar vármegye és Szabolcs-Szatmár-Bereg vármegye, ezen belül Nyírlugos határát. Körülbelül a 21. és 22. kilométerei között halad át Szabadságtelep településrész házai között, itt szintén az Acsádi utca nevet viselve, a város központi részének első házait pedig 23,3 kilométer után éri el. A belterületen előbb a Nagy utca, majd a Rákóczi utca nevet viseli, így is ér véget, beletorkollva a 4903-as út 10+400-as kilométerszelvénye közelében lévő körforgalomba, a község központjában.
Teljes hossza, az országos közutak térképes nyilvántartását szolgáló kira.kozut.hu adatbázisa szerint 25,305 kilométer.

## Története
A Kartográfiai Vállalat 1990-ben megjelentetett Magyarország autóatlasza a teljes szakaszát kiépített, portalanított útként jelöli.

## Települések az út mentén
- Vámospércs
- Nyírmártonfalva
- Nyíracsád
- Nyírlugos-Szabadságtelep
- Nyírlugos